# Павелец, Михаил
Михаил Павелец (нем. Michail Paweletz; род. 1965в Гейдельберге) — немецкий журналист, ведущий новостей, телеведущий и скрипач.

## Детство
Михаил Павелец вырос в районе Цигельхаузен в Гейдельберге. Его отец Нейдхард Павелец (1935–2016) был цитологом, профессором Гейдельбергского университета и сотрудником Немецкого онкологического исследовательского центра, его мать Гизела Павелец, урожденная Нойберт (1937–2003), работала воспитателем в местном детском саду. После окончания гимназии Бунзена Павелец обучался игре на скрипке в Гамбургской высшей школе музыки и театра и в Университете искусств Фолькванг в Эссене. Он также брал уроки техники речи.

## Профессиональный опыт
В 1995 году Павелец начал свою карьеру в качестве ведущего ночного концерта ARD и диктора на Norddeutscher Rundfunk (NDR). С 1996 года он был ведущим многочисленных передач на NDR Kultur, вел интервью и делал репортажи.
С 2004 году Павелец выступает в качестве диктора и ведущего новостной передачи Tagesschau, а также ночного выпуска новостей Tagesschau на tagesschau24. Он — первый чернокожий ведущий новостей в истории ARD. В 2018 году по поручению ARD-aktuell разработал новостной формат Mics-News, который вел в 5 выпусках. Кроме того, Павелец также выступает в качестве диктора программы новостей на радио NDR. С января 2022 года он ведет дневные выпуски Tagesschau в качестве главного ведущего, сменив на этой должности Клауса-Эриха Бетцкеса.
В 2020—2021 годах по поручению tagesschau24 и NDR Kulturjournal совместно с автором NDR Штефаном Мюленхоффом он также разработал кроссплатформенный формат для IGTV, YouTube и телевидения, затрагивающий темы «расизма», «демократии» и «сексизма».
С 2020 года он является главным рассказчиком в подкасте «Место преступления».
Павелец — преподаватель кафедры медиапрактики университета HafenCity в Гамбурге.
»

## Музыкант
Павелец также играет на скрипке на сцене. На протяжении многих лет он работает с певицей Эстер Офарим, с которой выступал, например, на Шлезвиг-Гольштейнском музыкальном фестивале в Кильском замке, в Гамбургском камерном театре  , в Театре Санкт-Паули или в концертном зале Лара. Он также основал фортепианное трио, с которым исполнял классические произведения, такие как Фортепианное трио № 2 ми минор Камиля Сен-Санса.

## Личная жизнь
Михаил Павелец женат, имеет детей.